# Zbiersk
Zbiersk – wieś w Polsce położona w województwie wielkopolskim, w powiecie kaliskim, w gminie Stawiszyn.
Do 1954 roku siedziba gminy Zbiersk, a do 1972 roku gromady Zbiersk. W latach 1975–1998 miejscowość administracyjnie należała do województwa kaliskiego.
Miejscowość w latach 1943-1945 nazywała się "Vorwalde"
29 lipca 1921 roku w Zbiersku odnotowano temperaturę powietrza 40,0 °C. Tego samego dnia w Prószkowie odnotowano 40,2 °C; ze względu na ówczesną przynależność Prószkowa do Niemiec, to do Zbierska należy rekord najwyższej odnotowanej temperatury powietrza w granicach Polski z tamtych czasów.
29 lipca 1928 o godzinie 18:32 na polach majątku Zbiersk rozbił się należący do 3 pułku lotniczego Potez XV (nr boczny 24080), w wyniku czego obaj piloci zginęli. Byli to kapitan Gustaw Smerczak – kawaler Orderu Virtuti Militari za wojnę 1918-1920 (legionista, walczył na froncie czeskim, w wojnie polsko-ukraińskiej, wojnie polsko-bolszewickiej) oraz kapral Władysław Schneider.
W latach 1931–1933 komendantem Posterunku Policji Państwowej w Zbiersku był Antoni Grubski.

## Geografia

### Położenie
Zbiersk położony jest wokół lasów i pól uprawnych. 4,1 km na północ od Stawiszyna (siedziby gminy Stawiszyn), 20,9 km na północ od Kalisza (stolicy powiatu), 

### Transport
W Zbiersku jest kilka dróg powiatowych: 4581P, 4582P, 4584P, 4586P. Przez Zbiersk przebiega droga krajowa nr 25  łącząca województwa: zachodniopomorskie, pomorskie, kujawsko-pomorskie, wielkopolskie, dolnośląskie, DK25 również wyznacza granice Zbierska i Zbierska-Cukrowni. Jedyny przewoźnik w Zbiersku to Polturist⁣, który ma trasę Gadów-Zbiersk-Kalisz i Kalisz-Zbiersk-Gadów. 

### Turystyka
W Zbiersku rozpoczyna się linia kolejki wąskotorowej Kaliskiej Kolei Dojazdowej relacji Zbiersk — Goliszew

## Ludność

### Ludność
Wieś Zbiersk ma 2 443 mieszkańców, z czego 51,7% stanowią kobiety, a 48,3% mężczyźni. W latach 1998–2021 liczba mieszkańców zmalała o 1,5%. Współczynnik feminizacji we wsi wynosi 107 i jest porównywalny do współczynnika feminizacji dla województwa wielkopolskiego oraz porównywalny do współczynnika dla całej Polski.

## Części wsi
| SIMC    | Nazwa  | Rodzaj     |
| ------- | ------ | ---------- |
| 0209349 | Miedza | przysiółek |

W wyniku reformy administracyjnej 1 stycznia 1973 miejscowość została podzielona na Zbiersk i Zbiersk-Cukrownia.

## Zabytki
W Zbiersku tuż przy szosie od południa istnieje kaplica cmentarna w stylu neomauretańskim z roku 1730 ufundowana przez rodzinę Kożuchowskich. Jest ona jedną z dwóch tego typu budowli w Polsce. Kaplica ta nie jest wpisana do rejestru zabytków, przez co nie można było zapobiec przebudowie kopuły.
Do zabytków należy kościół drewniany św. Urszuli.
W roku 1924 na terenie Łysych Gór badania archeologiczne przeprowadził prof. dr Józef Kostrzewski z Poznania. Znalazł zabytki z epoki kamiennej środkowej i młodszej, z epoki brązu, kultur: łużyckiej, grobów skrzynkowych i kloszowych, przedmioty z okresu lateńskiego, rzymskiego oraz wczesnego średniowiecza, a nawet czasów nowożytnych z pewnymi tylko przerwami. Liczne przedmioty krzemienne, jak noże, skrobacze, rydle z epoki kamiennej oraz ułamki naczyń i kości zwierzęcych znajdowane na terenie tychże wydm wskazują na poważne skupisko osadnicze w tej epoce. W 2006 archeolog Mirosław Andrałojć i elektronik Piotr Szyngiera dokonali odkrycia skarbu ze Zbierska.

## Edukacja
- Publiczne Przedszkole Samorządowe w Zbiersku
- Szkoła Podstawowa im. Jana III Sobieskiego w Zbiersku

## Sport
- CKS Zbiersk – klub piłkarski

## Wspólnoty wyznaniowe
W 1759 roku powstał drewniany kościół w Zbiersku.
12 października 2003 roku ks. bp. Stanisław Napierała poświęcił krzyż i plac pod budowę nowego kościoła. Projekt kościoła został wykonany przez inż. Jerzego Kociołowicza. 15 kwietnia 2004 roku rozpoczęto budowę kościoła. Dzięki staraniom ks. kan. Bogdana Czyżniejewskiego w październiku 2005 roku wmurowano kamień węgielny sprowadzony z Nazaretu. We wsi działalność kaznodziejską prowadzą również Świadkowie Jehowy – zbór Zbiersk.

## Ludzie związani ze Zbierskiem
- Adam Sztark — urodził się w Zbiersku, polski duchowny katolicki, Sługa Boży Kościoła katolickiego, pierwszy polski jezuita odznaczony medalem Sprawiedliwy wśród Narodów Świata.
- Antoni Jarzębski — urodził się i zmarł w Zbiersku, powstaniec wielkopolski
- Marek Solczyński — urodził się w Stawiszynie ale został ochrzczony w kościele św. Urszuli w Zbiersku.
- Mieczysław Bekker — do 1913 roku mieszkał w Zbiersku, jego ojciec pracował w pod konińskich cukrowniach w tym Zbierskiej, polski inżynier, kierował zespołem odpowiedzialnym za konstrukcję pojazdu LRV, czyli łazika księżycowego.
- Walerian Sosiński — urodził się i zmarł w Zbiersku, polski żołnierz, kawaler Orderu Virtuti Militari. Po wojnie został awansowany do stopnia kapitana.

## Galeria

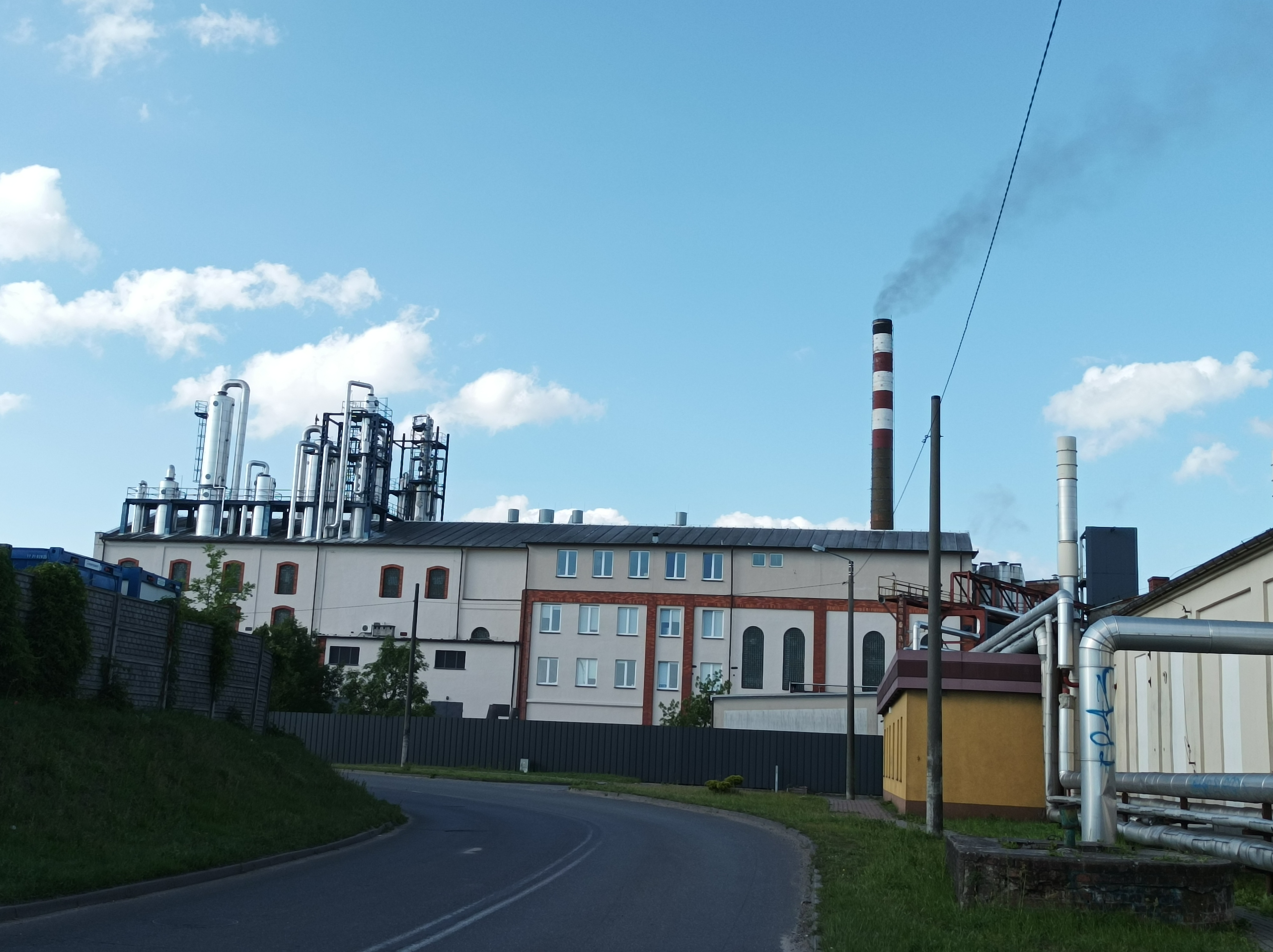
Gorzelnia w Zbiersku (Stara Cukrownia Zbiersk), 2022
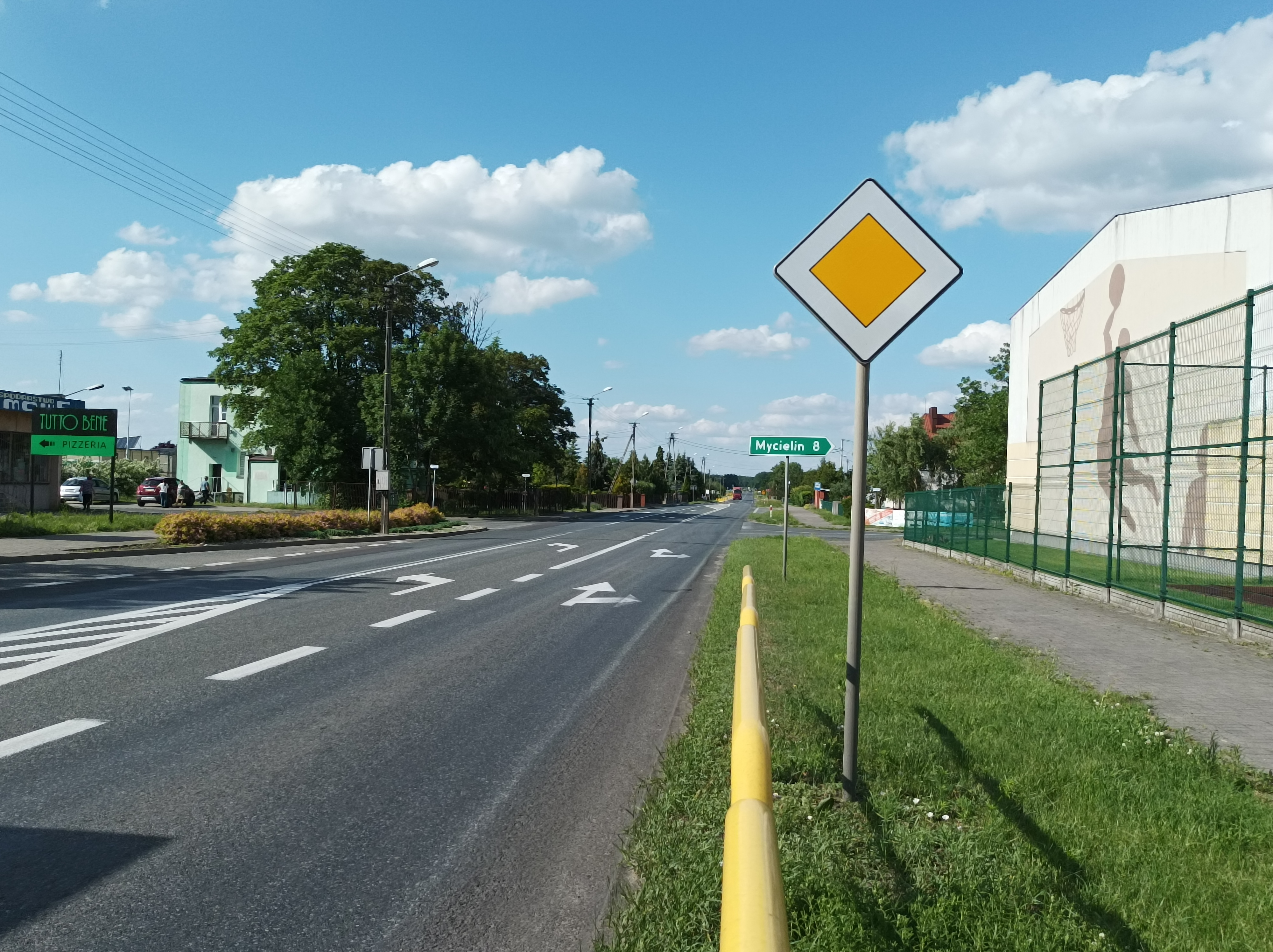
Droga Krajowa 25 w Zbiersku, 2022
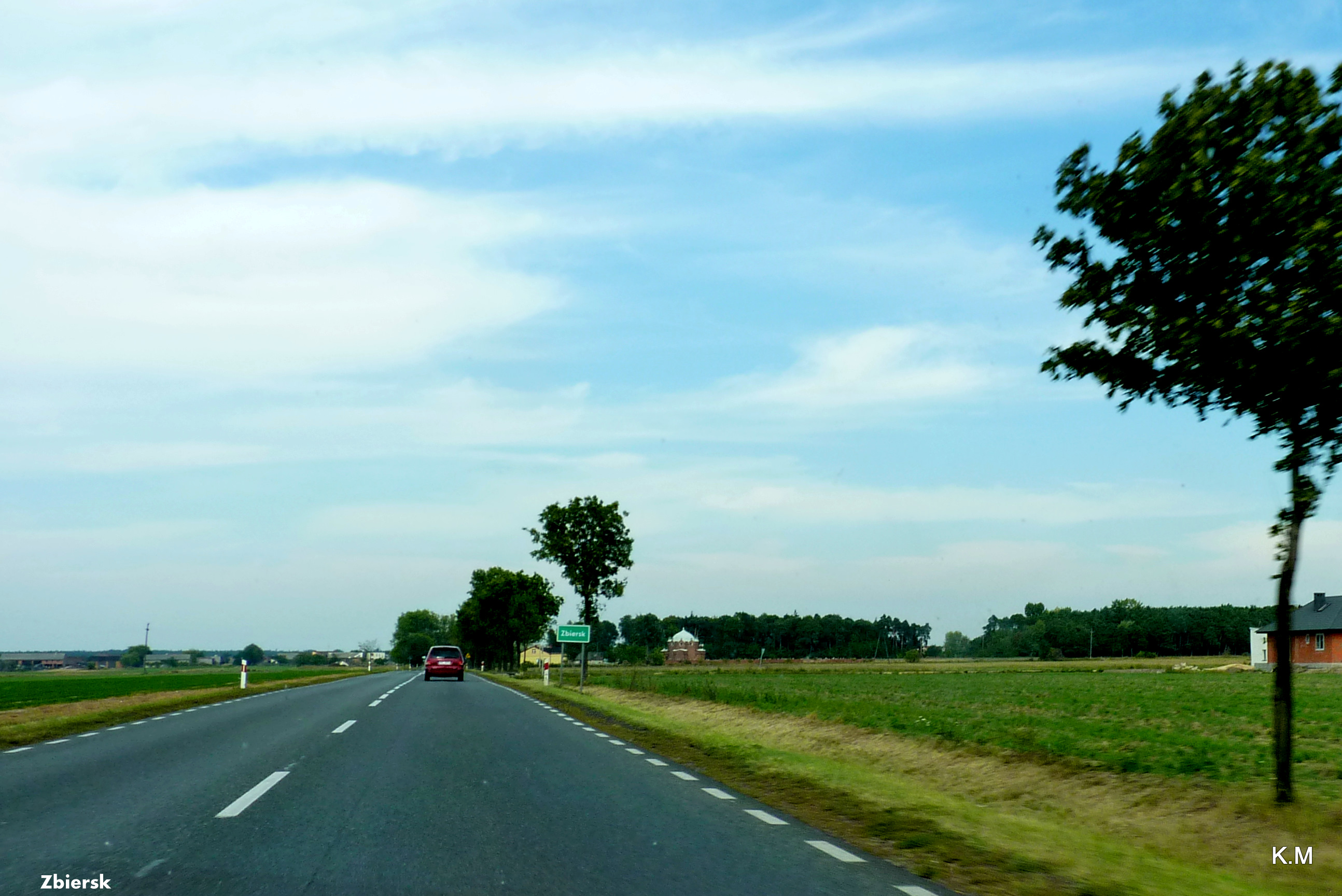
Wjazd do Zbierska od strony Kalisza, 2011
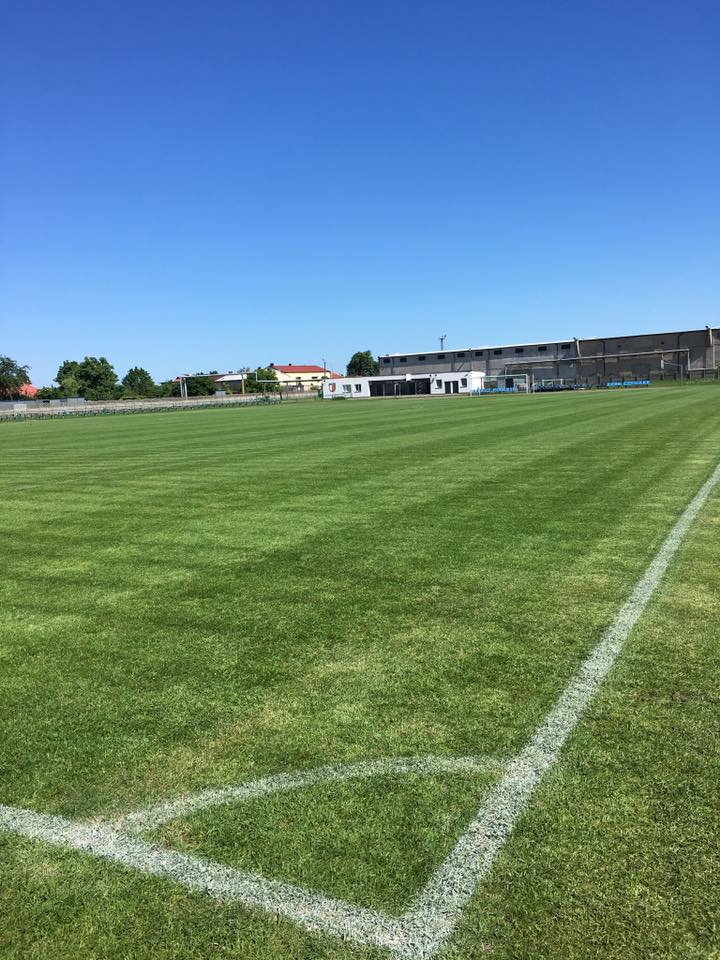
Stadion CKS Zbiersk, 2018
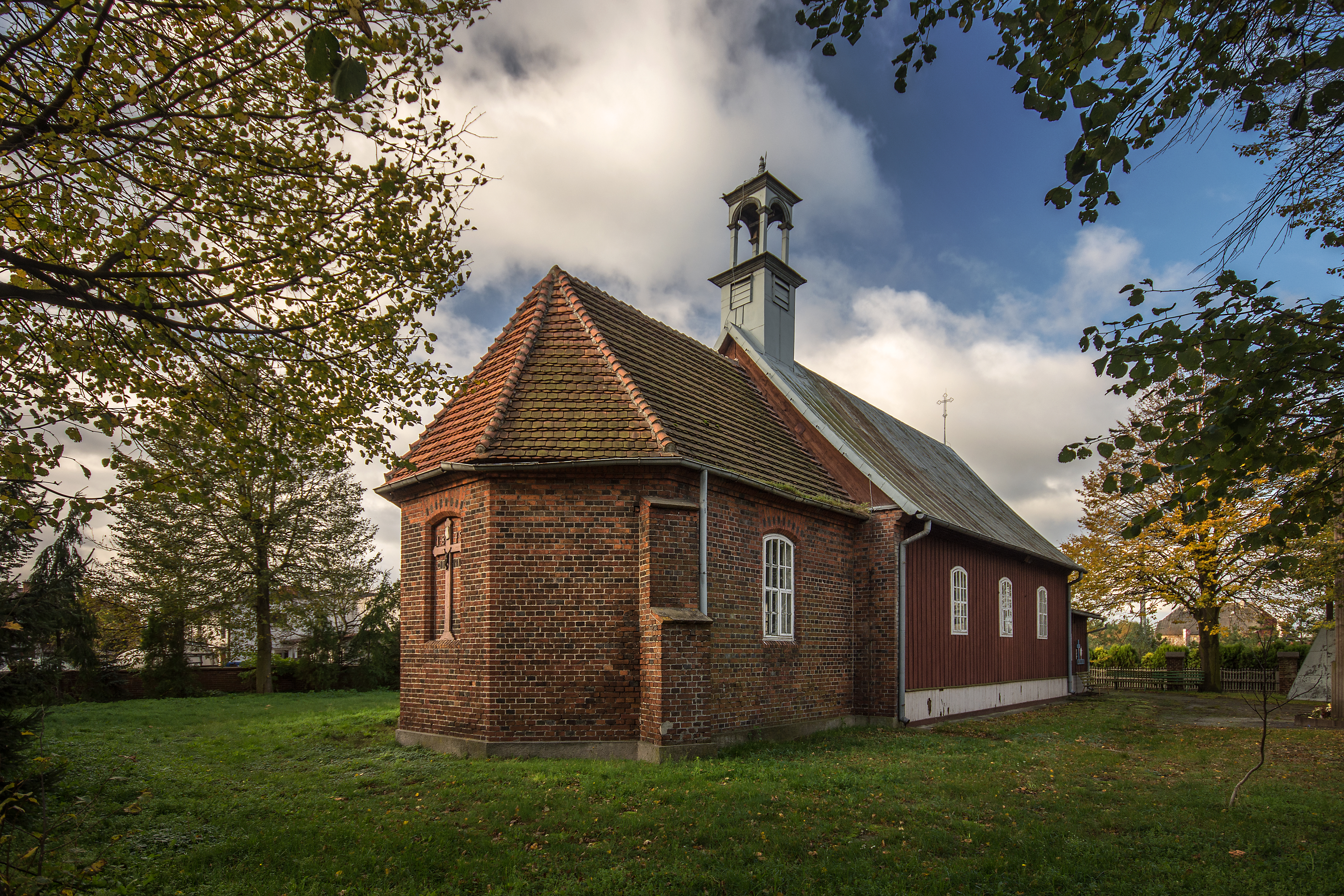
Kościół pw. św. Urszuli, 2017